# Cuébris
Cuébris est une commune française située dans le département des Alpes-Maritimes, en région Provence-Alpes-Côte d'Azur.
Ses habitants sont appelés les Cuébrois.

## Géographie

### Localisation
Localité située à 4 km de Roquestéron et 14 de Conségudes.

### Géologie et relief
Commune du Parc naturel régional des Préalpes d'Azur.
Village de la Vallée de l'Estéron, commune comportant une zone forestière importante.
Rochers de Cuébris, d'Olivet , Saumelongue.
La commune se compose de 122,08 hectares de territoires artificialisés (5,31 %), et 2 174,85 hectares de forêts et milieux semi-naturels (94,68 %).
Espaces naturels :
- Un espace protégé hors Natura 2000 :

Préalpes D’Azur. Parc naturel régional.
- Une zone naturelle d'intérêt écologique, faunistique et floristique (Znieff) :

Montagne des Miolans - Bois de Cumi et de Sauma-Longa - Forêt de la Brasque,
Clue du Riolan et cime de la Cacia,
Vallée de L'Estéron oriental d'Aiglun à Gilette.

### Catastrophes naturelles - Sismicité
Le 2 octobre 2020, de nombreux villages des diverses vallées des Alpes-Maritimes (Breil-sur-Roya, Fontan, Roquebillière, St-Martin-Vésubie, Tende...) sont fortement impactés par un "épisode méditerranéen" de grande ampleur. 
Certains hameaux sont restés inaccessibles jusqu'à plus d'une semaine après la catastrophe et l'électricité n'a été rétablie que vers le 20 octobre. L'Arrêté du 7 octobre 2020 portant reconnaissance de l'état de catastrophe naturelle a identifié 55 communes, dont Cuébris, au titre des "Inondations et coulées de boue du 2 au 3 octobre 2020".
Commune située dans une zone de sismicité moyenne.

### Hydrographie et les eaux souterraines
Cours d'eau traversant la commune :
- Rivière le Rioulan,
- Ruisseaux de Monaque, de l'Ibac, de la Cainéa,
- Affluents de l'Estéron.

### Climat
Pour des articles plus généraux, voir Climat de Provence-Alpes-Côte d'Azur et Climat des Alpes-Maritimes.
En 2010, le climat de la commune est de type climat méditerranéen altéré, selon une étude du Centre national de la recherche scientifique s'appuyant sur une série de données couvrant la période 1971-2000. En 2020, Météo-France publie une typologie des climats de la France métropolitaine dans laquelle la commune est dans une zone de transition entre le climat de montagne et le climat méditerranéen et est dans la région climatique Var, Alpes-Maritimes, caractérisée par une pluviométrie abondante en automne et en hiver (250 à 300 mm en automne), un très bon ensoleillement en été (fraction d’insolation > 75 %), un hiver doux (8 °C) et peu de brouillards.
Pour la période 1971-2000, la température annuelle moyenne est de 12,9 °C, avec une amplitude thermique annuelle de 15,9 °C. Le cumul annuel moyen de précipitations est de 1 010 mm, avec 5,5 jours de précipitations en janvier et 4,3 jours en juillet. Pour la période 1991-2020, la température moyenne annuelle observée sur la station météorologique de Météo-France la plus proche, « Ascros », sur la commune d'Ascros à 4 km à vol d'oiseau, est de 10,8 °C et le cumul annuel moyen de précipitations est de 930,1 mm. 
La température maximale relevée sur cette station est de 34,4 °C, atteinte le 18 juillet 2023 ; la température minimale est de −10,7 °C, atteinte le 28 février 2018,,.
Les paramètres climatiques de la commune ont été estimés pour le milieu du siècle (2041-2070) selon différents scénarios d'émission de gaz à effet de serre à partir des nouvelles projections climatiques de référence DRIAS-2020. Ils sont consultables sur un site dédié publié par Météo-France en novembre 2022.

### Voies de communications et transports

#### Voies routières
On peut rejoindre la Vallée de L’Estéron en passant par Gréolières, par Saint-Vallier de Thiey ou par la vallée du Var. Départementale 1 depuis Conségudes et Roquestéron.

#### Transports en commun
Transport en Provence-Alpes-Côte d'Azur
- Lignes d'Azur no 720 au départ de Nice.

### Intercommunalité
Commune membre de la Communauté de communes Alpes d'Azur.

## Urbanisme

### Typologie
Au 1er janvier 2024, Cuébris est catégorisée commune rurale à habitat dispersé, selon la nouvelle grille communale de densité à 7 niveaux définie par l'Insee en 2022.
Elle est située hors unité urbaine. Par ailleurs la commune fait partie de l'aire d'attraction de Nice, dont elle est une commune de la couronne,. Cette aire, qui regroupe 100 communes, est catégorisée dans les aires de 200 000 à moins de 700 000 habitants,.

### Occupation des sols
L'occupation des sols de la commune, telle qu'elle ressort de la base de données européenne d’occupation biophysique des sols Corine Land Cover (CLC), est marquée par l'importance des forêts et milieux semi-naturels (94,7 % en 2018), en diminution par rapport à 1990 (95,7 %). La répartition détaillée en 2018 est la suivante : 
forêts (88 %), milieux à végétation arbustive et/ou herbacée (6,7 %), prairies (4,4 %), zones agricoles hétérogènes (0,9 %).
L'évolution de l’occupation des sols de la commune et de ses infrastructures peut être observée sur les différentes représentations cartographiques du territoire : la carte de Cassini (XVIIIe siècle), la carte d'état-major (1820-1866) et les cartes ou photos aériennes de l'IGN pour la période actuelle (1950 à aujourd'hui).

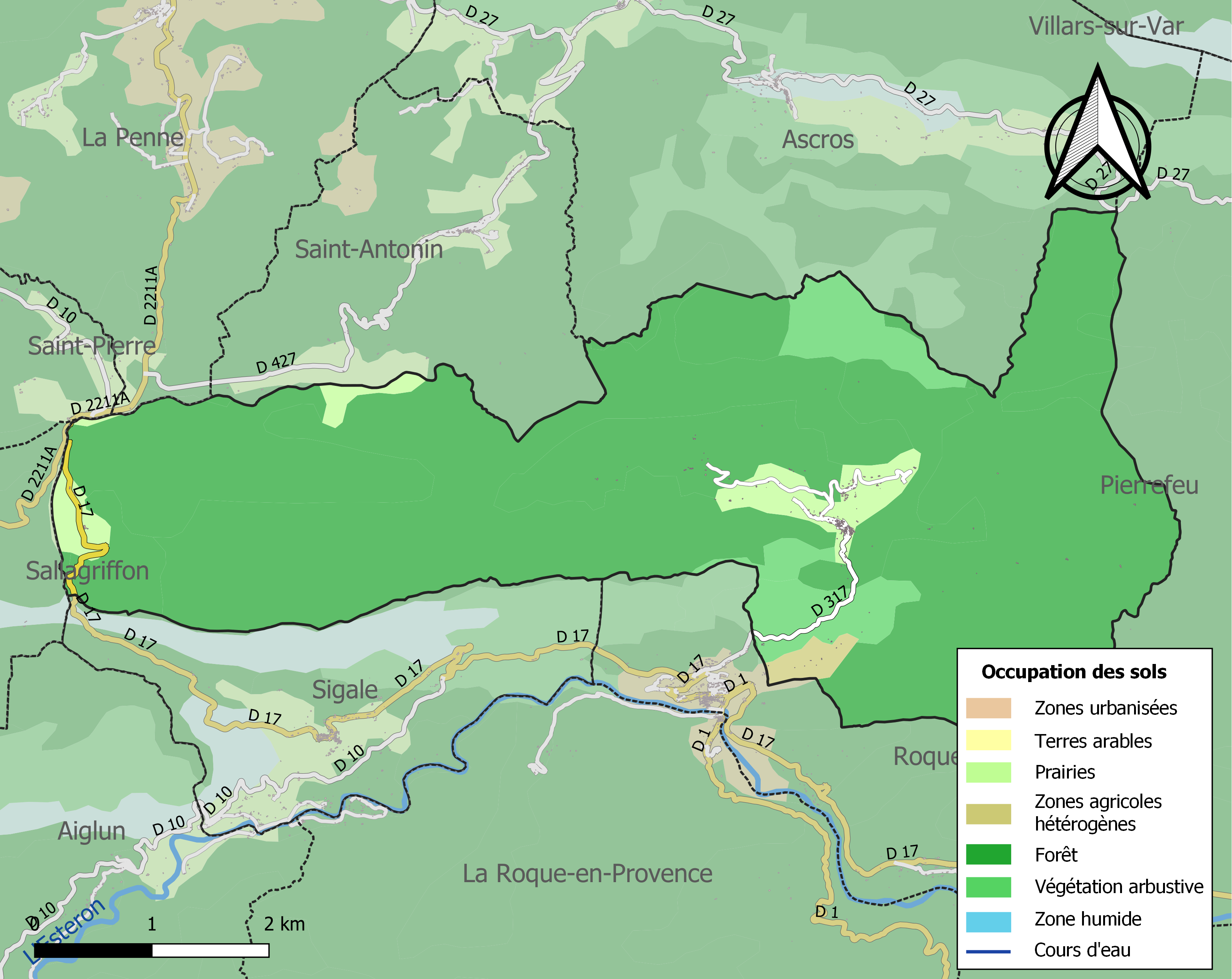
Carte de l'occupation des sols de la commune en 2018 (CLC).

## Économie

### Entreprises et commerces

#### Agriculture
- Élevage d'ovins.

#### Tourisme
- Restaurants[23].
- Maison de vacances[24].
- Hébergement à Conségudes, Gilette, Le Mas.
- Camping à Touët-sur-Var.

#### Commerces
- Exploitation forestière.
- Commerces et services de proximité[25].

## Toponymie

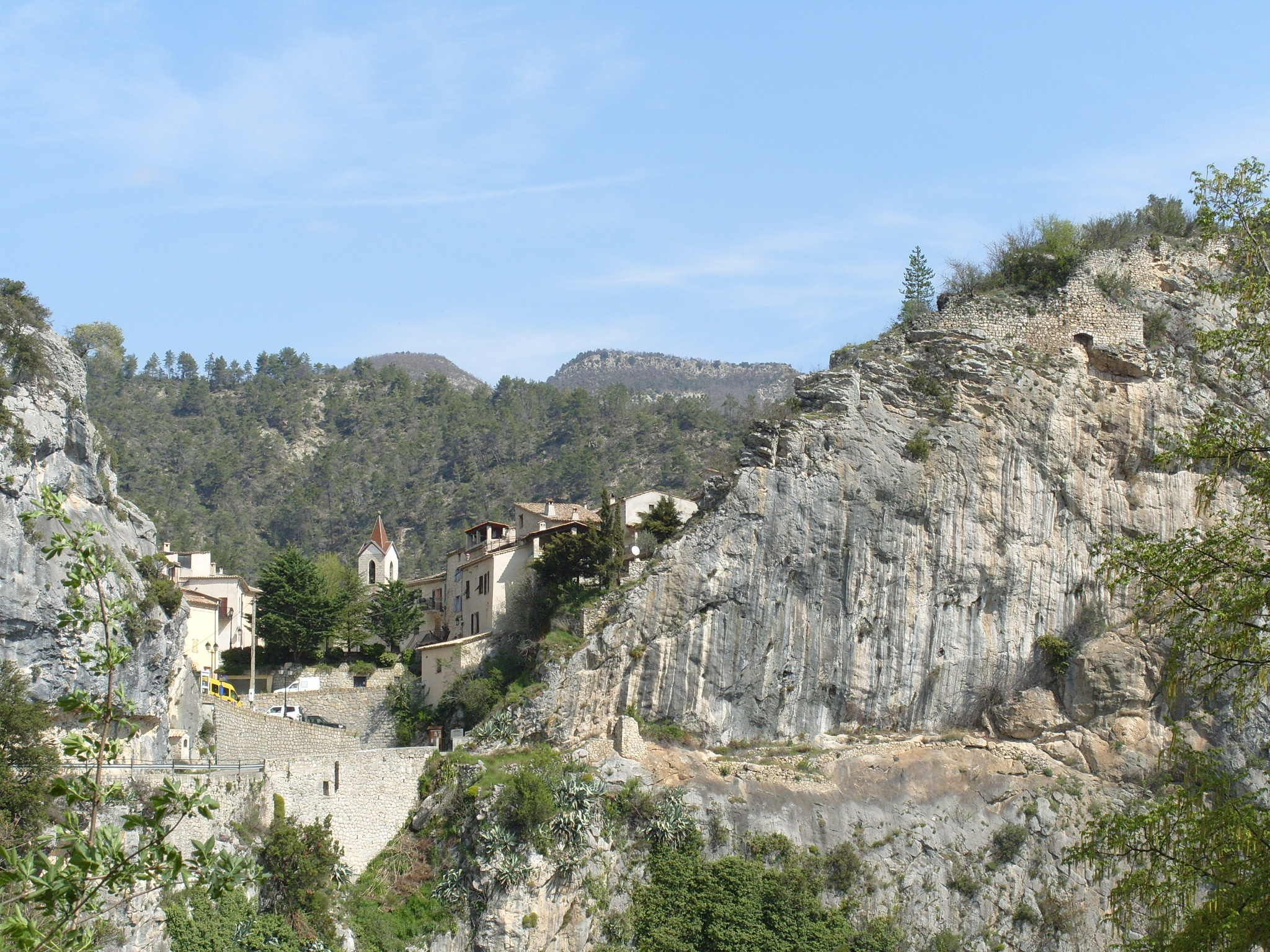
Le col anciennement fortifié marquant l'entrée du village, au Sud.

Le village de Cuébris est mentionné une première fois en 1002 sous le nom de Cobrio (castrum Cobrium). Son nom semble se fonder sur des radicaux indo-européens pré-celtiques, éventuellement selon le même schéma que la ville de Cobrieux. D'une part, peut-être une racine cue-, *ku-  pointu, *kúei̯ə- confortable, tranquille (ou peut-être du pré-indoeuropéen *kor-, *kar-, pierre, comme dans Cuers) ; d'autre part, surtout, la racine celtique oronymique brig- surélévation, colline, flanc de montagne, forteresse, à rapprocher de l'étymologie de La Brigue. Elle s'avère plausible au vu de la topographie défensive du lieu et de son piton fortifié.
De façon moins probable, il est aussi fait mention de l'inversion bris et cue, lesquels dans le langage du pays, signifie casse cou,. Par ailleurs, une étymologie proposée pour la commune du Nord susmentionnée propose « courbe du ruisseau », le cours d'eau étant ici nommé Riou (ou anciennement Rieu ou Rio).
Enfin, « d'anciennes chartes » mentionnent Cuabrias, qui peut éventuellement se rapporter aux Quariates cités par Pline, bien qu'ils fassent davantage partie du royaume de Cottius, plus au Nord.

## Histoire
"Carte géométrique du cours du Var et de l'Estéron, depuis le ruisseau de Riolan jusqu'à la mer, pour servir à la nouvelle limitation du Comté de Nice et de la Provence". 
La toponymie semble indiquer une occupation plus ancienne que le Moyen Âge, durant lequel un castrum est plusieurs fois mentionné, dès la première moitié du XIe siècle. La topographie du lieu incite en effet à la création d'un lieu défensif : massif en cirque montagneux au Nord, dominant des terres cultivables, barrières rocheuses et pentes au Sud, seulement ouvertes par une gorge escarpée au sommet de laquelle seront dressées des fortifications conséquentes. Le village est construit à cet endroit. L'église Notre-Dame de Consolation est citée indirectement en 1361, puis en 1376. Alors qu'il accueille 101 feux en 1315 et d'anciennes possessions templières, les crises du XIVe siècle (pestes, dévastations des Angevins) ont failli causer à Cuébris un sort semblable à celui de l'ancien village voisin de La Caïnée.
Présence de l'ancien village abandonné de Saumelongue au Moyen Âge sur la montagne du même nom (ancien prieuré dédié à Saint Nicolas et Saint Joseph).
Pourvue d'un pont-levis, la place fait encore bonne figure au milieu du XVIIIe siècle : elle « peut contenir une centaine d'hommes » et « il faut du canon » pour la prendre selon le Lieutenant général de Bourcet. Il est vrai que le poste défend la frontière provençale face à la Savoie depuis 1388, sans être toutefois un lieu stratégique de grande importance.
La place-forte française sera démantelée lors du Traité de 1760, avant sa remise à la couronne piémontaise.
Le village sarde est définitivement rattaché à la France avec le Comté de Nice en 1860.

## Politique et administration
| Période | Période          | Identité               | Étiquette | Qualité      |
| ------- | ---------------- | ---------------------- | --------- | ------------ |
| 1978    | 2008             | Gérard Giausserand     | DVG       |              |
| 2008    | 2014             | Robert Capolunghi      |           |              |
| 2014    | 2015 (démission) | Évelyne Nafta-Rigouard | DVG       | Étudiante    |
| 2015    | En cours         | Michèle Bellery        |           | Ancien cadre |

Depuis le 1er janvier 2014, Cuébris fait partie de la communauté de communes des Alpes d'Azur. Elle était auparavant membre de la communauté de communes de la vallée de l'Estéron, jusqu'à la disparition de celle-ci lors de la mise en place du nouveau schéma départemental de coopération intercommunale.

### Budget et fiscalité 2023

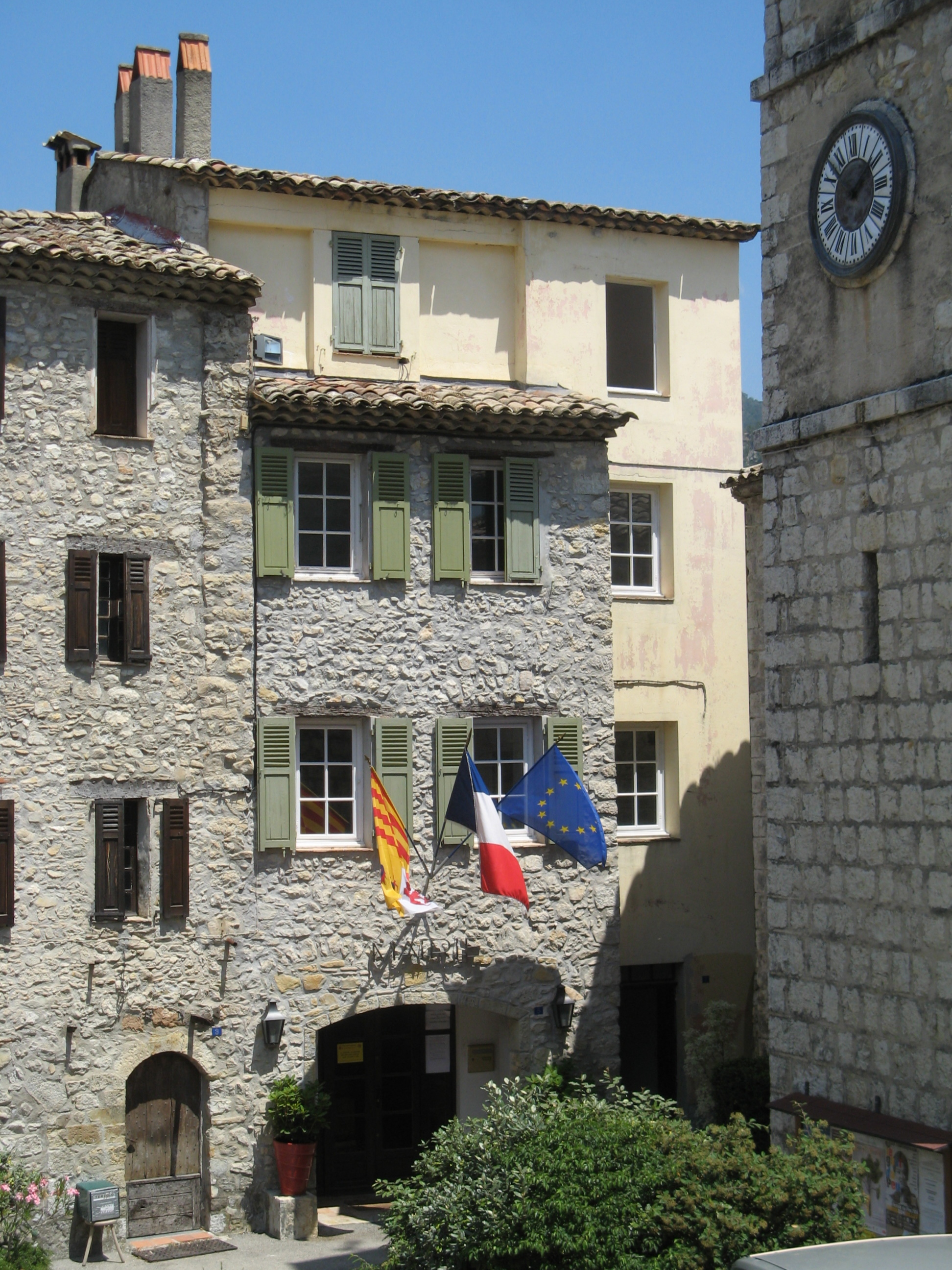
La mairie.

En 2023, le budget de la commune était constitué ainsi :
- total des produits de fonctionnement : 209 000 €, soit 1 264 € par habitant ;
- total des charges de fonctionnement : 184 000 €, soit 1 114 € par habitant ;
- total des ressources d'investissement : 103 000 €, soit 622 € par habitant ;
- total des emplois d'investissement : 89 000 €, soit 542 € par habitant ;
- endettement : 17 000 €, soit 105 € par habitant.

Avec les taux de fiscalité suivants :
- taxe d'habitation : 11,78 % ;
- taxe foncière sur les propriétés bâties : 14,61 % ;
- taxe foncière sur les propriétés non bâties : 18,81 % ;
- taxe additionnelle à la taxe foncière sur les propriétés non bâties : 0,00 % ;
- cotisation foncière des entreprises : 0,00 %.

Chiffres clés Revenus et pauvreté des ménages en 2021 : médiane en 2021 du revenu disponible, par unité de consommation : 18 460 €.

## Population et société

### Démographie

#### Évolution démographique
L'évolution du nombre d'habitants est connue à travers les recensements de la population effectués dans la commune depuis 1793. Pour les communes de moins de 10 000 habitants, une enquête de recensement portant sur toute la population est réalisée tous les cinq ans, les populations de référence des années intermédiaires étant quant à elles estimées par interpolation ou extrapolation. Pour la commune, le premier recensement exhaustif entrant dans le cadre du nouveau dispositif a été réalisé en 2006.

En 2022, la commune comptait 132 habitants, en évolution de −21,43 % par rapport à 2016 (Alpes-Maritimes : +2,85 %, France hors Mayotte : +2,11 %).
| 1793 | 1800 | 1806 | 1822 | 1838 | 1848 | 1858 | 1861 | 1866 |
| ---- | ---- | ---- | ---- | ---- | ---- | ---- | ---- | ---- |
| 309  | 321  | 331  | 311  | 356  | 327  | 277  | 301  | 296  |

| 1872 | 1876 | 1881 | 1886 | 1891 | 1896 | 1901 | 1906 | 1911 |
| ---- | ---- | ---- | ---- | ---- | ---- | ---- | ---- | ---- |
| 310  | 261  | 239  | 240  | 222  | 190  | 201  | 202  | 185  |

| 1921 | 1926 | 1931 | 1936 | 1946 | 1954 | 1962 | 1968 | 1975 |
| ---- | ---- | ---- | ---- | ---- | ---- | ---- | ---- | ---- |
| 154  | 136  | 112  | 117  | 78   | 67   | 78   | 63   | 91   |

| 1982 | 1990 | 1999 | 2006 | 2011 | 2016 | 2021 | 2022 | - |
| ---- | ---- | ---- | ---- | ---- | ---- | ---- | ---- | - |
| 140  | 179  | 180  | 198  | 126  | 168  | 148  | 132  | - |

### Enseignement
Établissements d'enseignements :
- Écoles maternelles à Roquesteron, Ascros,
- Écoles primaires à Roquesteron, Ascros,
- Collèges à Puget-Théniers, Saint-Martin-du-Var,
- Lycées à Vence.

### Santé
Professionnels et établissements de santé :
- Médecins à Villars-sur-Var, Bouyon, Puget-Théniers, Gilette.
- Pharmacies à Gilette, Levens (Plan-du-Var), Carros.
- Hôpitaux à Villars-sur-Var, Puget-Théniers.

### Cultes
- Culte catholique, Paroisse Notre-Dame de Miséricorde[46], Diocèse de Nice.

## Culture locale et patrimoine

### Lieux et monuments

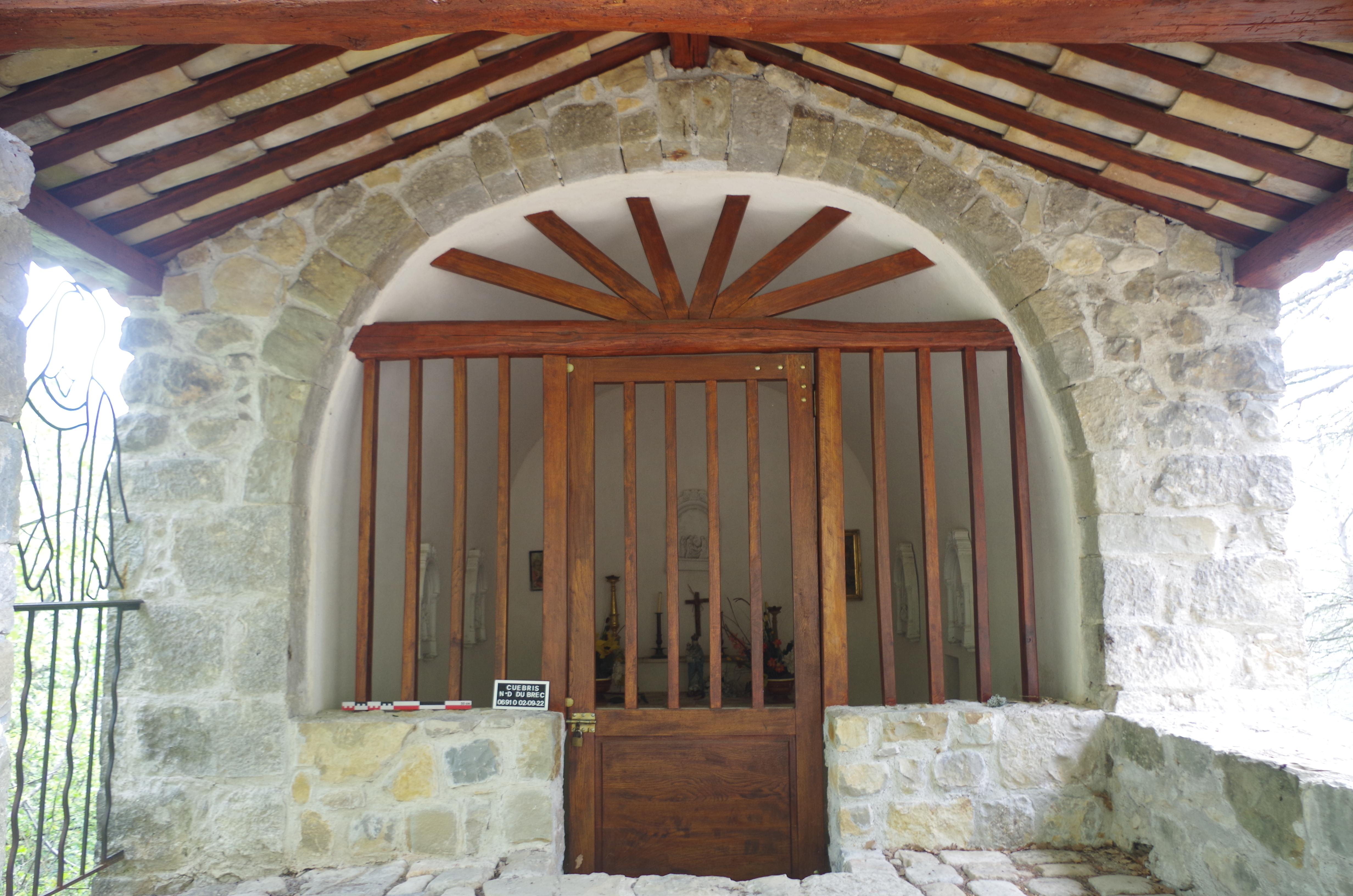
Entrée de la chapelle Notre-Dame

- Vestiges du château[47].
- Église Notre Dame de la Consolation[48],[49].Église Notre-Dame-de-la-Consolation
- Église Saint-Victor[50].

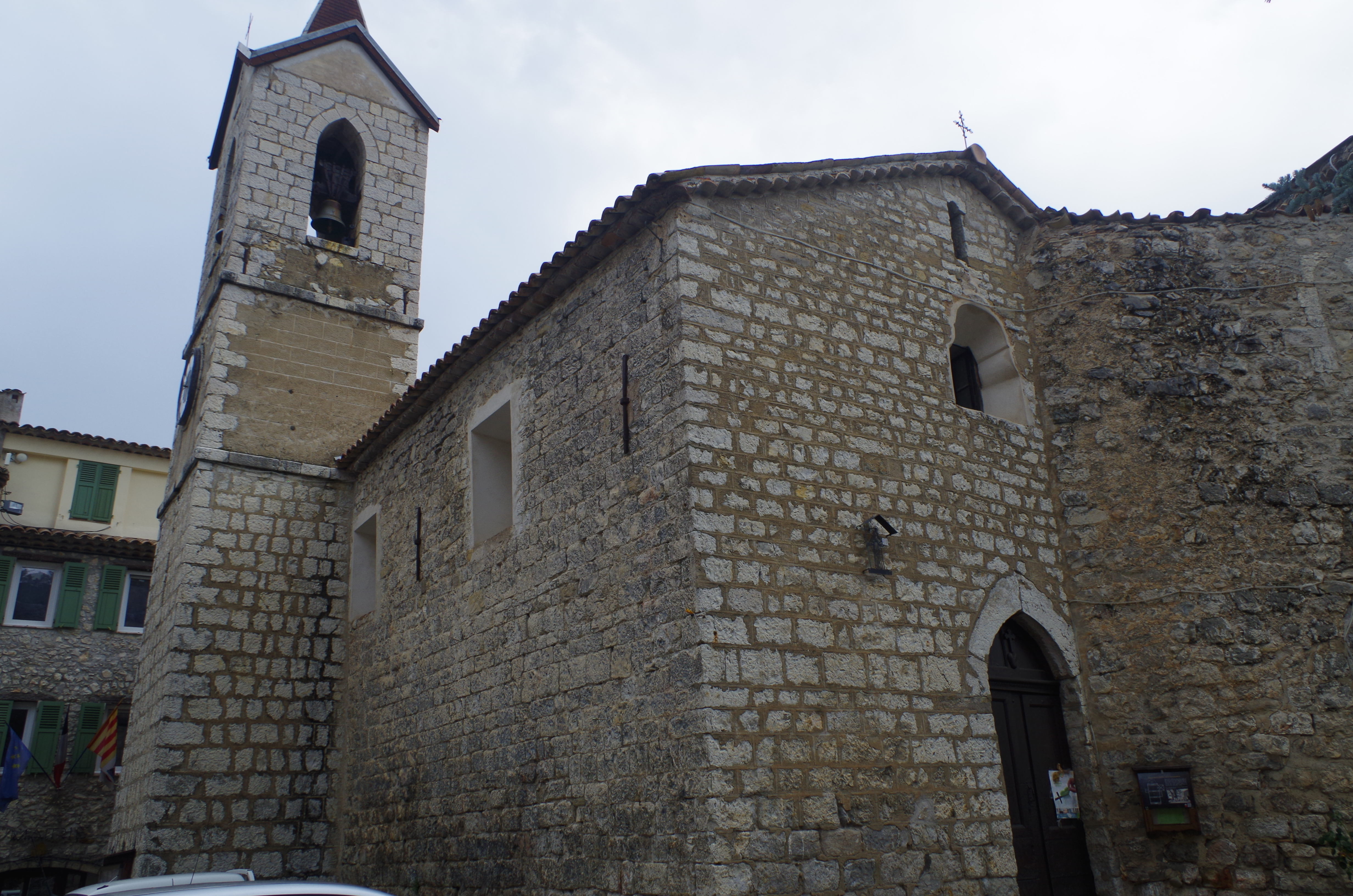
Église Notre-Dame-de-la-Consolation

- Chapelle Notre-Dame[51],[52] construite au début du XVIe siècle et dédiée à la Vierge de Piété[53].
- Monument aux morts[54] : Conflits commémorés : Guerre franco-allemande 1914-1918[55].
- Four communal et forge[56].
- Fontaine à tête de lion[57].
- Oratoires.
- Cascade de Cuébris[58] et canyon du Riou[59].Entrée de la chapelle Notre-Dame

### Personnalités liées à la commune
- Laugier de Nice, dit le roux, premier seigneur de Cuébris.

### Héraldique
| Blason de Cuébris | Blason  | De gueules au lion d’or, au chef chargé de l’inscription CUEBRIS en lettres capitales de sable. |
| Blason de Cuébris | Détails | Le statut officiel du blason reste à déterminer.                                                |

Le blason rappelle les armes des seigneurs de Cuébris durant la Renaissance, les de Flotte,. Il fut attribué d'office, par défaut de présentation dans les délais. La devise est Amo toun nis (« Aime ton nid »).